# (73561) 2803 P-L
(73561) 2803 P-L – planetoida z pasa głównego asteroid okrążająca Słońce w ciągu 3,57 lat w średniej odległości 2,33 j.a. Odkryta 24 września 1960 roku.